# Botrynema ellinorae
Botrynema ellinorae é uma espécie de hidrozoário da família Halicreatidae.

## Características
Esta espécie cresce até 3 centímetros, é translúcido e claro com tons de azul ou branco. O topo do sino é arredondado. A sua dieta é desconhecida. Esta espécie provavelmente não tem estágio de pólipo e é holoplanctónica.

## Habitat
A Botrynema ellinorae vive principalmente no Ártico, mas foi registado nas regiões subárticas do Oceano Atlântico. Pode ser encontrada nas zonas mesopelágica e batipelágica, e ocorre em profundidades entre os 400 a 1400 metros. Espécimes capturados em redes de plâncton sugerem que ele pode viver a uma profundidade de 1000 a 2000 metros e, ocasionalmente, mais fundo.